# Артилерия
Артилерията е род войски от състава на сухопътните войски, притежаващ голяма огнева сила, значителна далекобойност и маневреност. Предназначена е за унищожаване на живата сила и бойната техника на противника.

## Произход на думата
Думата навлиза в българския език от руския, както и повечето военни понятия: рус. артилерия. Има френски произход: фр. artillerie, стфр. artillerie.

## История
Още в древността са се използвали различни видове стенобойни машини – катапулт, требушет и др.
Първата документирана употреба на барутна артилерия е по времето на династията Сон в Китай през 12 век, когато са използвали бамбукови оръдия. По-късно, в края на 13 или началото на 14 век бамбуковите оръдия са заменени с бронзови. По времето на династията Мин (1368 – 1644) са създадени първите артилерийски батальони и ролята на артилерията нараства неимоверно.
Артилерията е използвана интензивно от монголите при завоеванията им, и чрез тях технологията се пренася в Западна Азия и Европа.
В началните периоди артилерията и огнестрелните оръжия (бомбарди, аркебузи, мускети и др.) са използвани главно срещу живата сила.
Обсадата и превземането на Константинопол през 1453 г. от ордите на Мехмед II Завоевателя е може би първата голяма битка от стратегическо значение, чийто изход се определя от артилерията. Огромното бронзово оръдие на унгареца Орбан в продължение на 3 месеца руши стените на великия град, преди атаката еничарския корпус и превземането на града на 29 май 1453 г.
Оттогава до началото на 20 век артилерията се развива непрекъснато и се превръща в главна ударна сила на сухопътните войски и флота. През Втората световна война водещата роля на класическата артилерия постепенно е изместена от танковете и авиацията, а в наши дни – от ракетните войски с тактическо предназначение и реактивните системи за залпов огън.

### Развитие
В Европа през 2016 г. няма армия, която да се е отказала от индиректното обстрелване и следователно от артилерията. Навсякъде армиите развиват способностите си да подпомагат войската си с огън от различна дистанция. При това се подобряват практическите възможности на артилерията чрез подобряване на разузнаването, воденето на огъня, мобилност, скорост на стрелбата, далекобойност и точност. Това позволява с по-малко средства да се постигне по-ефективен резултат. Пример за такова развитие е системата за далечна стрeлба MRSI, възможна при съвремените гаубицаи.

## Използване и тактика
Непосредствено преди и по времето на Първата световна война, когато масово започват да се използват силно укрепени отбранителни линии (т.нар. позиционна и окопна война) бързо нараства и ролята на артилерията. Особено силно това важи за големите, тежки далекобойни оръдия и гаубици, както в сухопътните армии, така и във флота.
По време на Руско-японската война от 1904 – 1905 г. главните битки (при Порт Артур и Цушимското сражение) са спечелени от японците благодарение на по-тежките им и по-далекобойни оръдия, които нанасят катастрофални загуби на руския флот.
Ключовата роля на артилерията при преодоляването на силно укрепени линии става ясна по време на Балканската война 1912 – 1913 г. Неуспешната атака на Чаталджанската укрепена позиция от българската армия през ноември-декември 1912 г. се дължи до голяма степен на слабата пробивна мощ на полевата артилерия (75 мм гаубици на Круп), както и на равномерната стрелба по целия фронт, вместо огъня на артилерията да се концентрира в една зона за пробив.
Натрупаните знания и опит от началото на войната водят до коренно нова тактика при атаката на Одрин през март 1913 г. Тогава 90 % от тежката обсадна артилерия е съсредоточена на двукилометров участък от фронта между фортовете Аджиолу и Айвазбаба на Източния сектор. В 13 ч на 11/24 март 1913 г. 424 български и 96 сръбски оръдия откриват огън срещу Одринската крепост. Масираният артилерийски обстрел продължава до 23 ч вечерта и вади от строя голяма част от турските оръдия, унищожава окопите и телените заграждения, проправяйки път за пехотната атака. До 9 часа сутринта на 12/25 март е превзета предната отбранителна позиция на Одрин. При атаката на главната отбранителна линия за първи път е използван т.нар. огневи вал (бараж). Артилерията открива безпощаден огън по фортовете в 23 ч вечерта на 12/25 март. Половин час по-късно започва пехотната атака, а артилерията постепенно пренася огъня си в тила на противника. До сутринта на 13/26 март главната отбранителна линия е овладяна и българските войски навлизат в града.
Пълзящият артилерийски огън или огневи валяк като защитна завеса за пехотата, която следва отблизо, впоследствие масово се използва от армиите на Западния фронт по време на Първата световна война.